# Pseudonympha paludis
Pseudonympha paludis är en fjärilsart som beskrevs av Riley 1938. Pseudonympha paludis ingår i släktet Pseudonympha och familjen praktfjärilar. Inga underarter finns listade.